# Lacul de aur (film)
Lacul de aur (titlul original: în rusă Золотое озеро, transliterat: Zolotoe ozero) este un film dramatic sovietic, 
realizat în 1935 de regizorul Vladimir Șneiderov, protagoniști fiind actorii Ivan Novoselțev, V. Tolstova, Andrei Fait, Mihail Grodski.
În film este vorba de lupta unei expediții de explorare a aurului, cu o bandă de prădători și prospectori care se ascund de organele justiției în taigaua din Altai.

## Distribuție
- Ivan Novoselțev – Andrei Stepanov
- V. Tolstova – Marina
- Andrei Fait – Urnai
- Mihail Grodski – șeful bandiților
- I. Mihailov (II) –
- Vasili Savițki – prospector
- N. Golubin –
- Vladimir Șneiderov –